# Multerberské rašeliniště
Multerberské rašeliniště je přírodní památka v okrese Český Krumlov. Nachází se na Šumavě v úvalu bezejmenného levostranného přítoku Mlýnského potoka, pět kilometrů jihozápadně od obce Přední Výtoň. Je součástí chráněné krajinné oblasti Šumava.
Důvodem ochrany je rostlinné společenstvo blatkového rašeliniště a na něj navazující mokré louky. Rašelina zde dosahuje mocnosti 200–310 cm na podkladu tvořeném granitem, granitovým porfyrem a granulitem.
Porost rašeliniště je tvořen komplexem borovice blatky (Pinus uncinata subsp. uliginosa) s příměsí borovice lesní (Pinus sylvestris), na východním okraji převažuje smrk ztepilý (Picea abies). Rašelinnou vegetaci zde zastupují různé druhy rašeliníků, suchopýr pochvatý (Eriophorum vaginatum), vlochyně bahenní (Vaccinium uliginosum), kyhanka sivolistá (Andromeda polifolia), klikva bahenní (Vaccinium oxycoccos).
V zimním období jsou na rašeliništi pravidelně zaznamenávány stopy a trus populace silně ohroženého losa evropského (Alces alces).

## Galerie

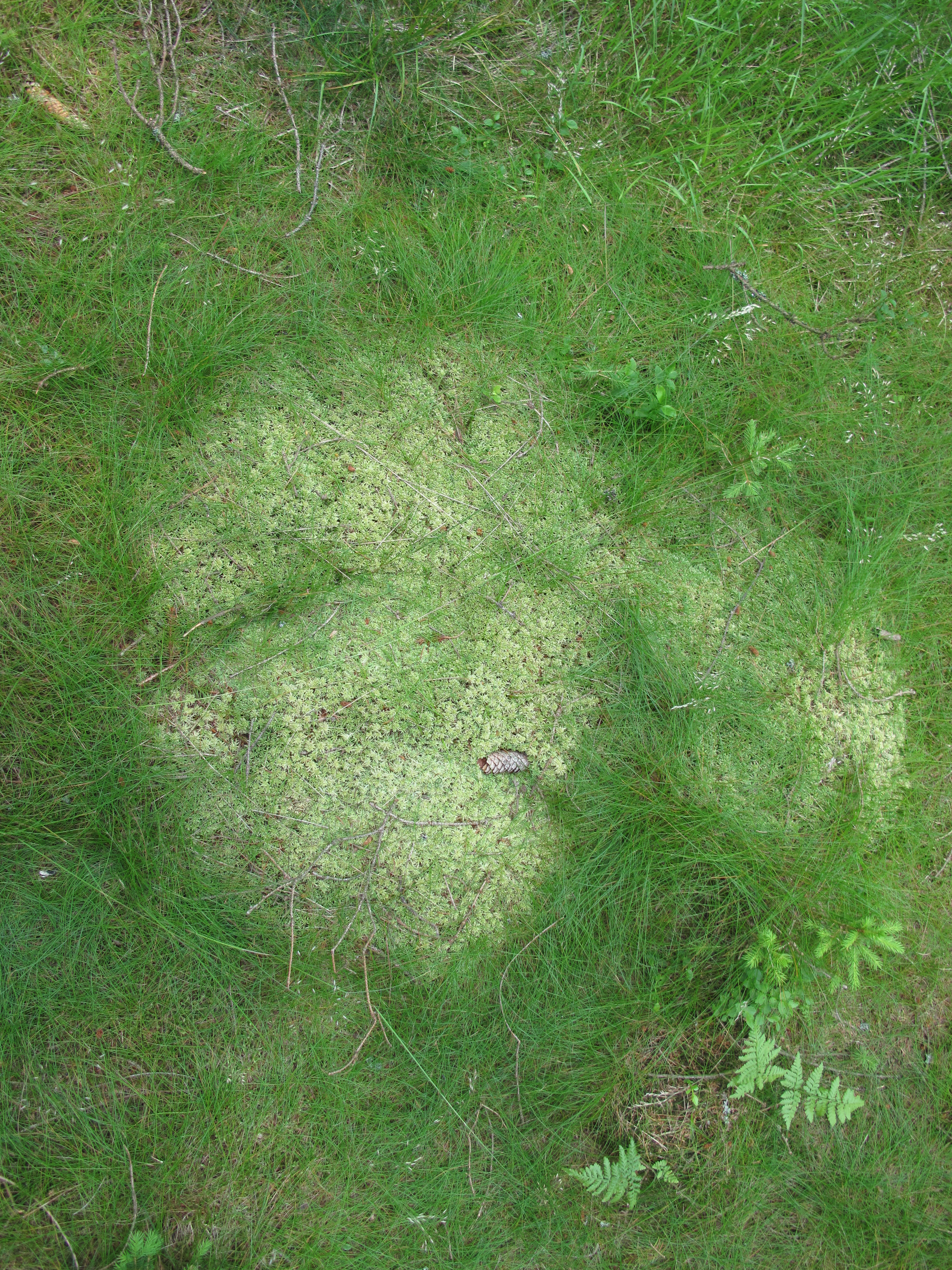
Mech
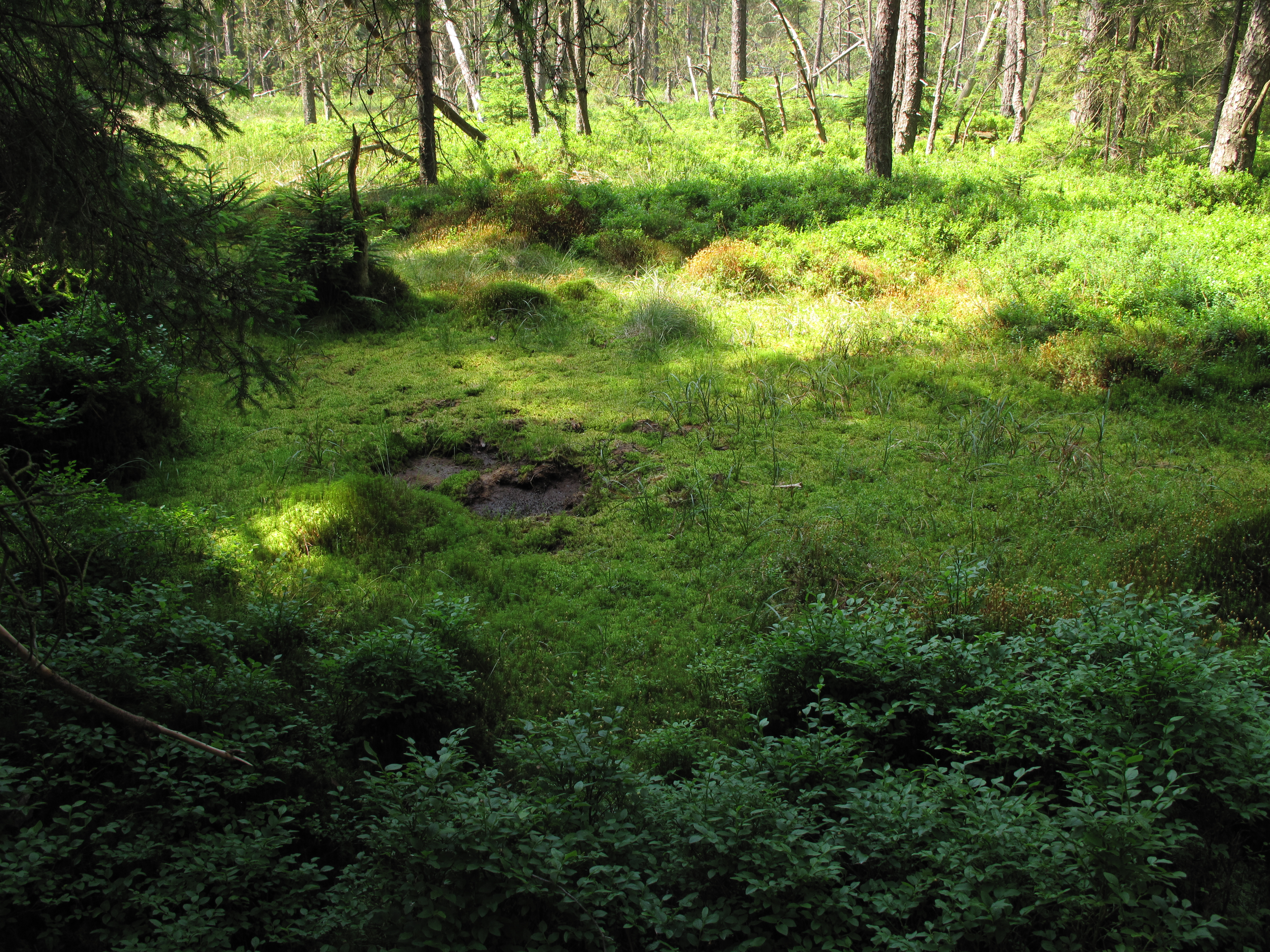
Rašeliniště
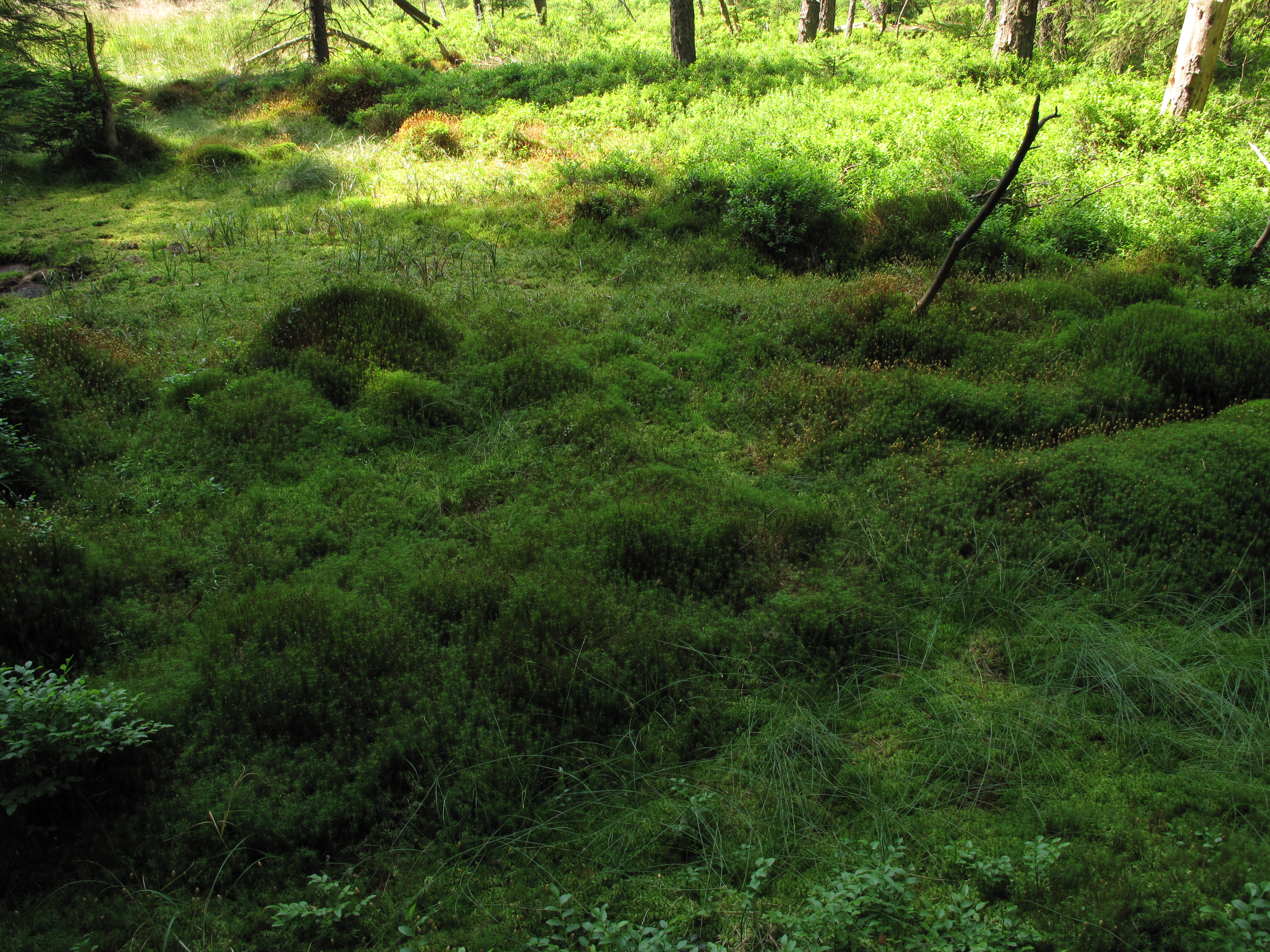
Rašeliniště
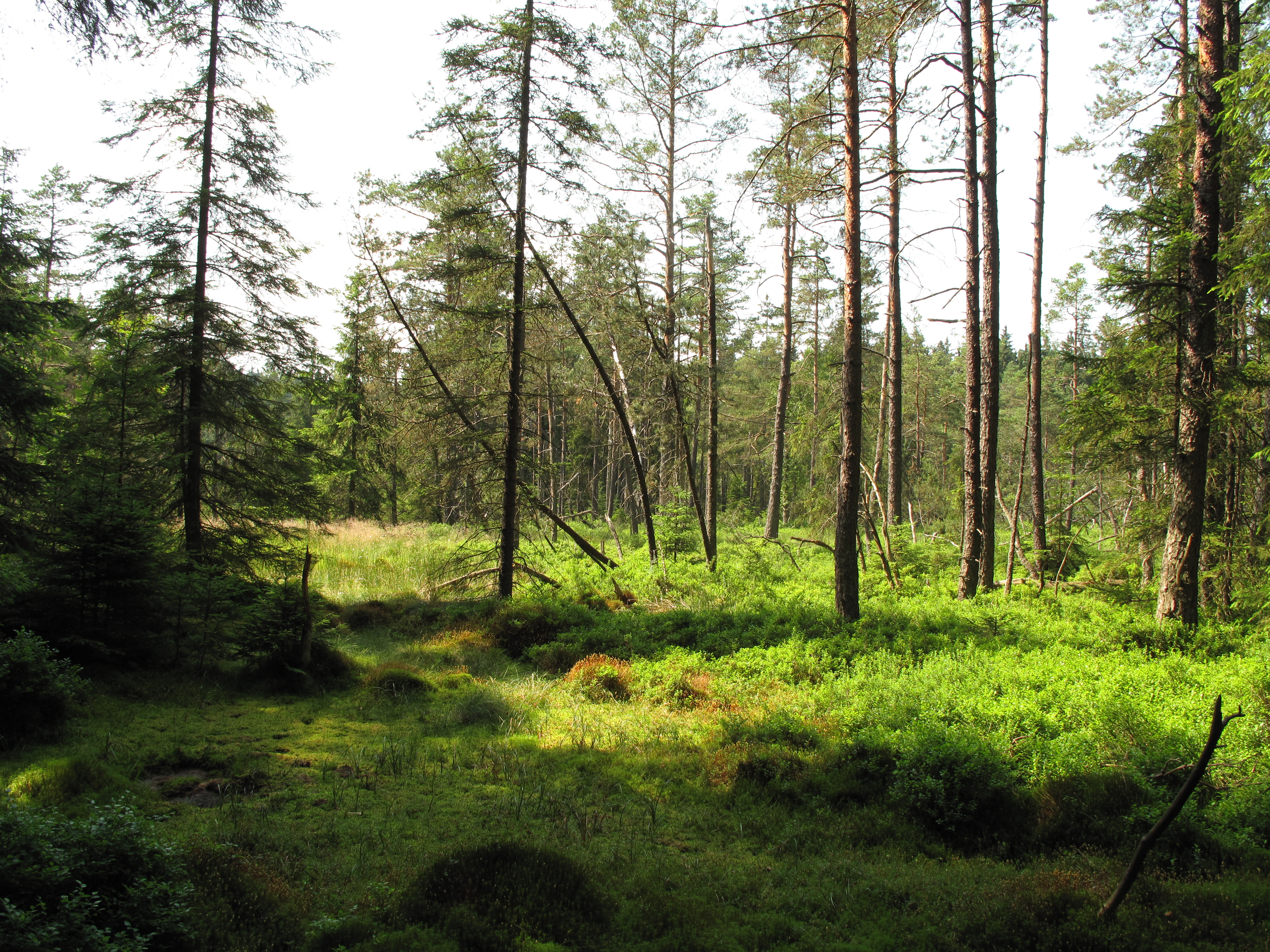
Borovice v rašeliništi